# MGM Grand Garden Arena
Die MGM Grand Garden Arena ist eine Mehrzweckhalle im MGM Grand Hotel in Paradise, Nevada. Die Arena ist wie der Madison Square Garden in New York City gestaltet und hat eine Kapazität von 16.800 Zuschauern. Sie liegt am südlichen Las Vegas Boulevard.

## Sportliche Ereignisse
- 1994 spielten die Las Vegas Dustdevils eine Saison Hallenfußball in der Continental Indoor Football League in der MGM Grand Garden Arena.
- Die Arena war Austragungsort der Schwergewichtsboxkämpfe von Evander Holyfield gegen Mike Tyson in den Jahren 1996 und 1997.
- Im Januar 2011 wurden in der MGM Grand Garden Arena fünfzehn UFC-Veranstaltungen durchgeführt

## Konzerte
- Elton John und Billy Joel gaben am 25. März 1995, dem Geburtstag von Elton John, ein Konzert ihrer „Face to Face Tour“ in der Arena. Im Konzert führte Ray Cooper ein 40-minütiges Trommel-Solo durch.
- Barbra Streisand eröffnete die Arena mit zwei Konzerten am 31. Dezember 1993 und am 1. Januar 1994.
- Die Bee Gees gaben am 14. November 1997 ein Konzert ihrer „One Night Only“-Tour.
- Am Wochenende vom 23. bis 24. März 2007 spielte die Dave Matthews Band ein 266-minütiges Konzert.
- Beyoncé gab ein ausverkauftes Konzert im Rahmen ihrer „Beyoncé Experience Tour“ 2007.
- Madonna gab acht Konzerte im Zeitraum von sieben Jahren.
- Cher gab 1999 zwei Konzerte im Rahmen ihrer „Do You Believe? Tour“. Später veröffentlichte VHS die DVD „Live in Concert“.
- Am 18. November 2001 gab Britney Spears im Rahmen ihrer Dream Within a Dream Tour ein Konzert, das von Home Box Office aufgenommen und als DVD veröffentlicht wurde (Britney Spears Live from Las Vegas).

## Galerie

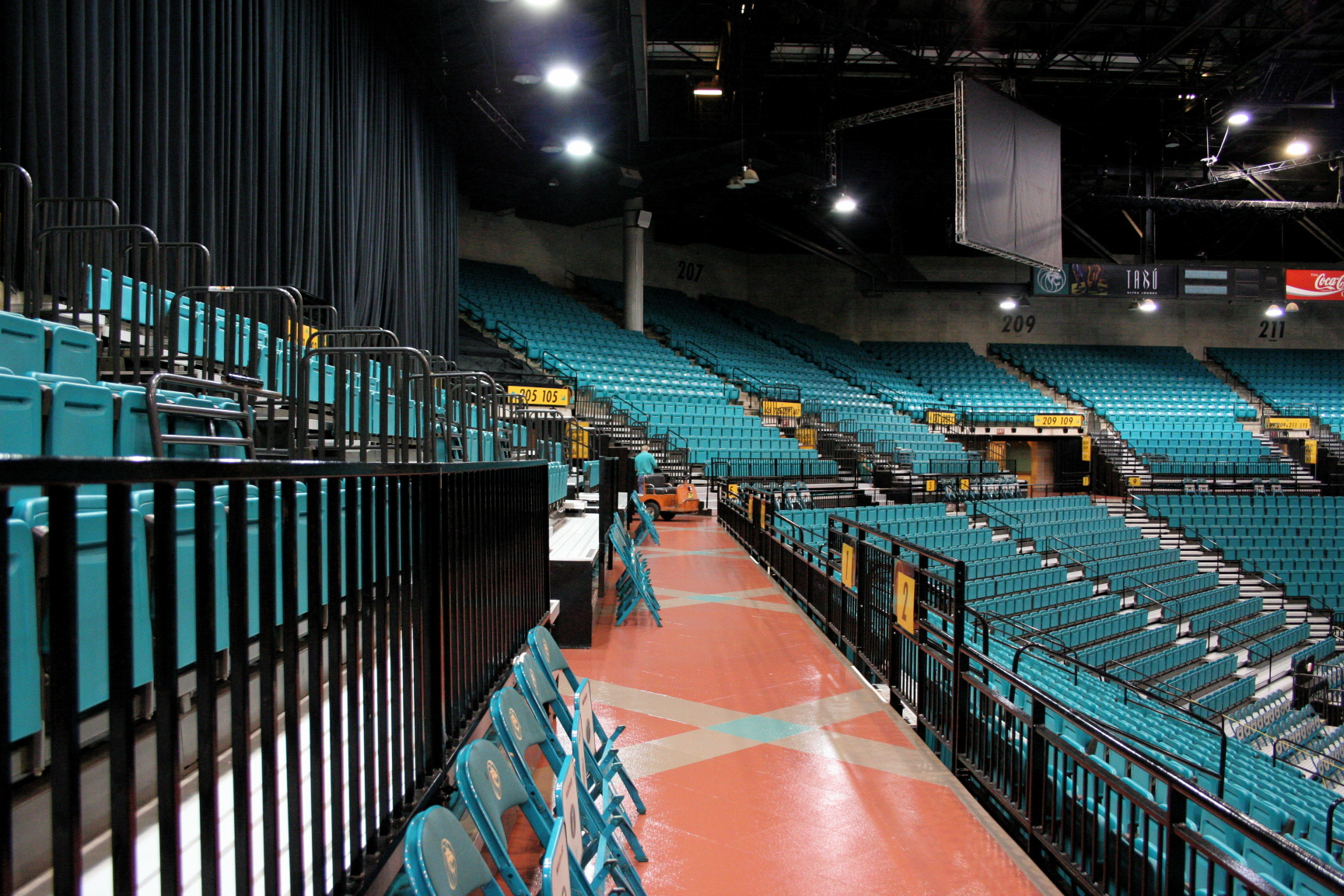
MGM Grand Garden Arena von innen
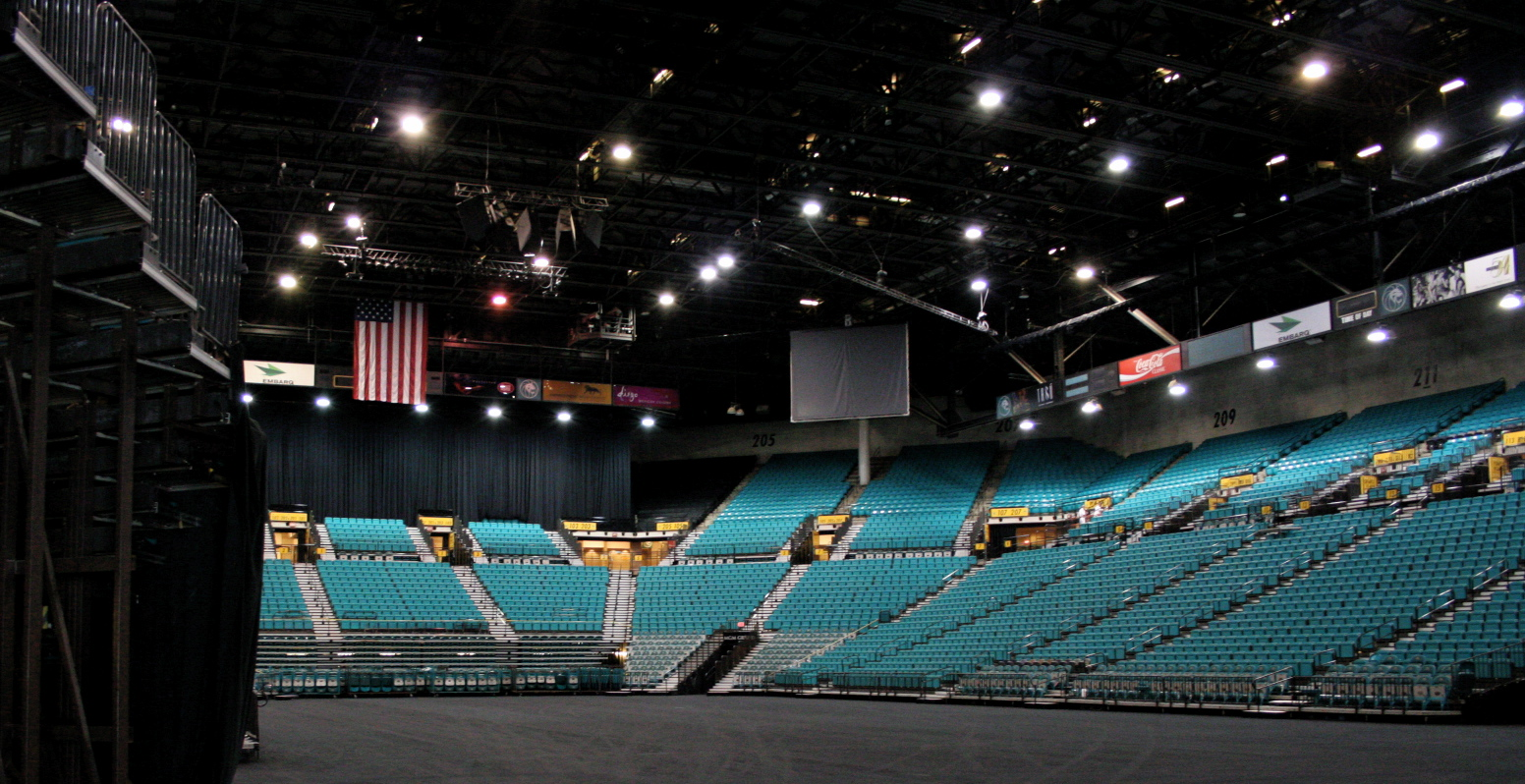
Der Innenraum der MGM Grand Garden Arena